# Waka/Jawaka
Waka/Jawaka è il quinto album da solista di Frank Zappa, pubblicato nel 1972.

## Il disco
L'album contiene brani fortemente influenzati dal jazz, è il precursore di The Grand Wazoo, e, come indicato anche in copertina, il seguito del celebre Hot Rats del 1969. L'influenza dell'epocale Bitches Brew di Miles Davis, che contribuì a creare il genere jazz-rock, è evidente in tutte le tracce del disco.
L'album è stato ristampato in versione CD rimasterizzata dalla Rykodisc in una prima edizione nel 1989 e una seconda volta nel 1995. Nel 2012, la Universal Music ne ha pubblicato un'altra versione CD rimasterizzata con il missaggio del vinile originale.

### Descrizione dei brani
Big Swifty è un brano jazz-fusion, simile a molti altri pezzi del periodo jazz di Zappa all'epoca. La traccia vede la presenza di molti strumenti a fiato e figura numerosi cambi di tempo. Iniziando in tempo veloce 7/8, il brano continua poi ad alternarsi da 7/8 a 6/8 (o 3/4) svariate volte, terminando in tempo swing 4/4.
Il secondo brano, Your Mouth, è un blues canonico con un testo irriverente che narra la storia di un uomo che vorrebbe sparare alla sua donna che parla (e mente) troppo.
La traccia It Just Might Be a One-Shot Deal è uno strano racconto allucinato in salsa country cantato da Sal Marquez e Janet Ferguson (una delle groupie in 200 Motels). La chitarra hawaiana di Jeff Simmons crea un'atmosfera onirica debitrice nei confronti degli Steely Dan, ma con testi molto più provocatori.
La title track, Waka/Jawaka, è un lungo pezzo strumentale fusion che possiede un'atmosfera da film poliziesco anni settanta.

## Tracce
1. Big Swifty – 17:22
2. Your Mouth – 3:12
3. It Just Might Be a One-Shot Deal – 4:16
4. Waka/Jawaka – 11:18

## Formazione
- Frank Zappa - chitarra, percussioni, voce
- George Duke - piano, piano elettrico
- Aynsley Dunbar - batteria, tamburello
- Tony Duran - slide guitar
- Sal Marquez - tromba, campane tubolari, flicorno, voce
- Erroneous (Alex Dmochowski) - basso, voce
- Chris Peterson - voce
- Joel Peskin - sax tenore
- Jeff Simmons - chitarra hawaiana, voce
- Mike Atschul - sax baritono, sax tenore, ottavino, flauto basso, clarinetto basso
- Sneaky Pete Kleinow – pedal steel guitar
- Don Preston - piano, minimoog
- Janet Ferguson - voce
- Bill Byers - trombone, corno baritono
- Ken Shroyer - trombone, corno baritono
- Gerry Sack - maracas